# واهان بایبوردیان
واهان آراکلی بایبوردیان (Վահան Առաքելի Բայբուրդյան؛ زادهٔ ۱۱ سپتامبر ۱۹۳۳) تاریخ‌نگار و استاد دانشگاه خاورشناس و دیپلمات اهل ارمنستان است که از تاریخ تا تاریخ در سمت نخستین سفیر قوق‌العاده و تام‌الاختیار جمهوری ارمنستان در ایران را برعهده داشت.

## زندگی‌نامه
وی در ۱۱ سپتامبر ۱۹۳۳ در آخالتسیخه به دنیا آمد. در سال ۱۹۴۹م به ارمنستان کوچید و در مدرسهٔ بیست و شش کمیسر باکو در ایروان درس خواند. در ۱۹۵۷م رشتهٔ ایران‌شناسی دانشکدهٔ خاورشناسی دانشگاه ایروان را به پایان برد و در سال‌های ۱۹۶۲ تا ۱۹۶۵م دورهٔ کارنشاسی ارشد مؤسسهٔ خاورشناسی آکادمی علوم مسکو را به پایان رساند. وی با ارائه پایان‌نامه‌ای با نام منطقهٔ ارمنی‌نشین جلفای اصفهان در قرن هفدهم موفق به گرفتن درجهٔ علمی نامزدی علوم تاریخ شد. بایبوردیان در ۱۹۷۴م در ایروان با نوشتن رساله‌ای با نام روابط ترکیه و ایران قرن بیستم به دریافت درجهٔ علمی فوق دکتری علوم تاریخ نایل آمد. وی سال‌ها در بنیاد خاورشناسی آکادمی علوم ارمنستان فعالیت داشت. از ۱۹۸۰ تا ۱۹۹۲م رئیس کرسی تاریخ دانشگاه تربیت معلم ایروان و از ۱۹۹۲ تا ۱۹۹۸ نخستین سفیر قوق‌العاده و تام‌الاختیار جمهوری ارمنستان در ایران بود. از ۱۹۹۸م مشاور امور کشورهای آسیای میانه و خاور نزدیک وزارت امورخارجهٔ ارمنستان و همزمان رئیس دانشکدهٔ شرق‌شناسی دانشگاه هراچیا آجاریان است.
وی شماری کتاب و بیش از یک‌صد مقاله در زمینه‌های گوناگون تاریخ معاصر ایران، دربارهٔ مناطق ارمنی‌نشین ایران، تاریخ ارمنستان غربی، مسائل گوناگون روابط بین‌المللی، خاورمیانه و خاور نزدیک منتشر کرده‌است که شماری از آن‌ها از این قرارند: جامعهٔ ارامنهٔ جلفای نو و سازمان مبلغان کاتولیک در سدهٔ هفدهم، نقش واسط و میانجی بازرگانان جلفای نو در روابط سیاسی ایران با کشورهای اروپای غربی در آغاز سدهٔ هفدهم، بازرگان جلفای نو و نفوذ اقتصادی سرمایه‌های اروپای غربی در ایران، جامعهٔ ارامنهٔ جلفای نو در سدهٔ هفدهم، دربارهٔ سیاست امپریالیستی آلمان در ایران از ۱۹۰۵ تا ۱۹۱۴م، سیاست ترکیه نسبت به ایران در آغاز سدهٔ بیستم. از آثارش: ایران امروز که در ایروان چاپ شده‌است؛ فرهنگ مفصل فارسی به ارمنی که در بردارندهٔ بیست و پنج هزار واژه با چکیده‌ای از دستور زبان فارسی، ضرب‌المثل‌های فارسی و معادل‌های ارمنی آن‌ها است. این اثر با همکاری آرام دوداگیان و اولگا آرزومانیان به چاپ رسیده‌است (۱۹۶۱م)

## جوایز
وی برنده جوایزی همچون مدال موسس خورناتسی است.